# Złotniki Wąskotorowe
Złotniki Wąskotorowe – nieczynny wąskotorowy przystanek kolejowy w Złotnikach, w powiecie żnińskim, w województwie kujawsko-pomorskim.